# Bárcena de la Abadía
Bárcena de la Abadía es una localidad y pedanía perteneciente al municipio de Fabero, situado en la comarca de El Bierzo.
Está situado en la carretera que va a San Pedro de Paradela.

## Demografía
Tiene una población de 108 habitantes, con 54 hombres y 54 mujeres.